# Sensibile all'estate
Sensibile all'estate è un singolo del cantautore italiano Jovanotti e del produttore discografico Sixpm, pubblicato il 21 giugno 2022 come primo estratto dal quarto EP Oasi.

## Video musicale
Il videoclip, diretto da Leandro Manuel Emede, è stato pubblicato il 15 luglio 2022 attraverso il canale YouTube del cantautore.

## Tracce
Testi di Lorenzo Cherubini, musiche di Lorenzo Cherubini, Riccardo Onori, Christian Rigano, Davide Rossi e Andrea Ferrara.
1. Sensibile all'estate – 3:32

## Classifiche
| Classifica (2022) | Posizione massima |
| ----------------- | ----------------- |
| Italia            | 87                |